# СТЗ-25
СТЗ-25 — проект лёгкого колёсно-гусеничного танка, разрабатываемый СТЗ в 1938—1939 годах в качестве замены для лёгкого танка Т-26.

## История создания
Пока на ленинградском заводе № 185 ломали голову над модернизацией лёгкого танка Т-26, пытаясь «привить» ему более современные типы подвесок и трансмиссий, на СТЗ эту проблему взялись решить более радикальным способом. В 1937 году на рассмотрение АБТУ был подан проект модифицированного Т-26 с усиленным бронированием на колесно-гусеничном ходу, но с сохранением силовой установки и коробки передач от серийного танка. По заводскому реестру эта разработка проходила под обозначением СТЗ-24. Военная комиссия рассмотрела проект, подвергнув его разгромной критике в ходе первичных слушаний в АБТУ, однако в 1938 году к «сталинградскому варианту» пришлось вернуться. Дело в том, что начавшиеся в то же время работы над более совершенными танками по проекту СП требовали существенного изменения технологии производства боевых машин. К примеру, КБ завода № 185 под руководством С. А. Гинзбурга разрабатывало танк сопровождения пехоты Т-111 с противоснарядным бронированием, сварным корпусом и вооружением, соответствующем среднему танку. Затем наступила очередь Т-126(СП) конструкция которого также изобиловала новинками. Но на доработку новых машин требовалось слишком много времени, а инженеры СТЗ предлагали повысить боевые качества Т-26 «малой кровью».
Лёгкий колёсно-гусеничный танк СТЗ-25 (Т-25) спроектирован в специальном конструкторском экспериментальном отделе (КЭО) Сталинградского тракторного завода под руководством Н. Д. Вернера в 1938—1939 годах на основе конструкции опытного колёсно-гусеничного танка СТЗ-24. В феврале 1939 года был изготовлен ходовой макет танка из конструкционной стали, прошедший весной заводские испытания.

## Конструкция

### Броневой корпус и башня
Прототип танка сохранил множество черт серийной машины. От Т-26 образца 1938 года заимствовалась кормовая часть корпуса и коническая башня, однако носовая часть корпуса и подбашенная коробка были сильно изменены. Танк получил верхний броневой лист толщиной 16 мм установленный под большим углом наклона и нижний лист толщиной 24 мм. Подбашенная коробка имела чуть меньшую высоту и собиралась из листов 20 мм брони. Таким образом, по бронезащите Т-25 превосходил серийный Т-26, хотя в первоначальном проекте предусматривалось лобовое бронирование до 30 мм.

### Вооружение
Основное вооружение составляла 45-мм нарезная полуавтоматическая пушка 20-К. Пушка имела ствол со свободной трубой, скреплённой кожухом, длиной 46 калибров / 2070 мм. Противооткатные устройства состояли из гидравлического тормоза отката и пружинного накатника. Практическая скорострельность орудия составляла 7-12 выстрелов в минуту. Наведение в горизонтальной плоскости осуществлялось поворотом башни при помощи винтового поворотного механизма. Механизм имел две передачи, скорость вращения башни на которых за один оборот маховика наводчика составляла 2 или 4°. Наведение в вертикальной плоскости, с максимальными углами от −6 до +22°, осуществлялось при помощи секторного механизма. Дополнительно рядом с пушкой установлен 7,62-мм пулемёт ДТ.

### Двигатель и трансмиссия
Двигатель мощностью 97 л. с. (в последующем планировалось применить специальный танковый дизель разработки СТЗ мощностью 300 л. с.), 6-скоростная КПП и ряд элементов трансмиссии заимствовались от Т-26. Самым главным отличием танка Т-25 от предшественника являлся гибридный движитель. Танк получил возможность двигаться как на гусеницах, так и на колёсах.
При движении на гусеницах ведущее колесо, как и в Т-26, располагалось впереди и привод на него осуществлялся через главный фрикцион, редуктор, карданный вал, демультипликатор, КПП, главную передачу, бортовые фрикционы и бортовые передачи.
При движении же на колесах привод на них осуществлялся открытой звездочкой на кулачки опорных катков попарно, что позволяло осуществить некую их синхронизацию. В трансмиссию при этом после бортовых передач включались дополнительные шестерни, которые через коническую пару и карданные валы соединялись с добавочными бортовыми коробками привода колесного хода. Особенностью данной конструкции было то, что ведущими при движении на колесах могли быть либо две передние пары опорных катков, либо две задние, а при необходимости значительного повышения проходимости привод рекомендовалось осуществлять на все катки сразу. Однако изменение направления движения танка при движении на колесах осуществлялось «по-гусеничному» — подтормаживанием катков одного борта, что, несомненно, ухудшало манёвренные качества танка, так как при этом часто слетала гусеница.

### Ходовая часть
Ходовая часть на один борт состояла из четырёх опорных катков, поддерживающего ролика и вынесенного вперёд ведущего колеса. Свечная балансирная подвеска танка, выполненная по аналогии с БТ, была вынесена наружу бронекорпуса. Такой приём оказался ошибочным, но узнали об этом только во время испытаний.
Направляющие колеса (ленивцы) были штампованными, а ведущие состояли из литого основания, к которому болтами крепился зубчатый венец. Гусеничная цепь танка была немного уширена и облегчена по сравнению с Т-26.

### Средства связи
На танке устанавливалась радиостанция 71-ТК-1. Мощность передатчика в антенне — 5…8 Вт. Дальность связи телефоном, в зависимости от типа машины, от 10 до 30 км на ходу и до 40 км на стоянке при неработающем двигателе.

## Испытания
Поскольку при его создании использовался все тот же двигатель от Т-26, динамические качества потяжелевшей машины оказались намного хуже. Чтобы достойно выйти из этого положения задачи испытательного цикла были скорректированы и теперь на Т-25 предстояло отработать «…правильность и надёжность работы отдельных узлов танка». На ходовых испытаниях по маршруту ст. Кубинка — Репище — Наро-Крутица — Наро-Осаново — Дорохово танк постоянно преследовали поломки. Чаще всего из строя выходили гусеницы, у которых ломались траки и «пальцы», крайне ненадёжной оказалась герметизация КПП и бортовых передач, крепление бензопровода к карбюратору, диски колёс и балансиры. При попытке передвижения на колёсах танк смог пройти всего 4 км, после чего у него заклинило привод из-за попадания в зубья звёздочки посторонних предметов. Попытка преодолеть на колёсах мягкий грунт вообще оказалась катастрофической — танк почти мгновенно застрял, так как грязью забило раздаточную шестерню. Кроме того, даже при движении по шоссе Т-25 сильно раскачивало и вести прицельный огонь на ходу было невозможно.